# Herman Rouwé
Herman Jan Rouwé, född 20 januari 1943 i Grouw, är en nederländsk före detta roddare.
Rouwé blev olympisk bronsmedaljör i tvåa med styrman vid sommarspelen 1964 i Tokyo.